# Н’Диайе, Алассан (футболист, 1990)
Аласса́н Н’Диайе́ (фр. Alassane N'Diaye; род. 25 февраля 1990, Оденкур, Франция) — французско-сенегальский футболист, полузащитник.

## Карьера
После начала своей футбольной карьеры в «Сошо» в родной Франции и «Алле» в Швейцарии, Ндияе перешёл в английский Чемпионшип в «Кристал Пэлас», в котором дебютировал в первой команде.
Дебютировал на профессиональном уровне 8 августа 2009 года в ничейном (1:1) домашнем матче против «Плимут Аргайл». Свой первый гол в карьере забил 26 сентября в победном (0:1) выездном матче с «Вест Бромвичем», а уже в следуещем туре чемпионата отметился ещё одним точным ударом в воротах «Блэкпула». Однако, футболист не стал основным игроком «орлов», из-за чего часть сезона 2010/11 провёл на правах аренды за «Суиндон Таун», с которым вылетел из Первой лиги, после чего играл во Второй лиге в «Саутенд Юнайтед», где должен был провести на правах аренды весь сезон 2011/12. Однако эта аренда впоследствии была отменена после ссоры с одноклубником, а вскоре Алассан покинул и «Кристал Пэлас».
В ноябре 2011 года подписал краткосрочный контракт с ещё одним клубом Второй английской лиги «Барнетом», однако, не стал основным игроком, появляясь на поле преимущественно со скамейки запасных. В мае 2012 года покинул клуб после окончания своего контракта.
В октябре 2012 года был подписан клубом Южной Конференции «Хейз энд Идинг Юнайтед». Сыграв 16 матчей и забив 5 голов, покинул команду в марте 2013 года. После этого был на просмотре в «Портсмуте», однако контракт подписан не был.
В марте 2013 года, подписал контракт с «Гастингс Юнайтед» с Истмийской лиги (седьмой по уровню английский дивизион) и в дебютном матче забил победный мяч в дерби против «Льюиса». В конце сезона забил ещё один гол, но уже в последнем поединке за клуб, в победной встрече с «Кингстонианом».
Вскоре после ухода из «Хэстингс Юнайтед», присоединился к пловдивскому «Локомотиву» из высшего болгарского дивизиона. Покинул этот клуб в конце сезона, но остался в Болгарии, подписав контракт с «Берое» (Стара Загора).
В июне 2015 года, он переехал в Казахстан, чтобы подписать контракт с «Иртышом», забив в своем дебютном матче против «Окжетпеса» (1:0). В декабре 2015 года, перешёл в другую команду с казахстанской Премьер-Лиги «Тобол», а в 2016 году вернулся во Францию, где выступал за клуб «Бельфор» с любительского дивизиона.
8 сентября 2017 года подписал контракт с одесским «Черноморцем». 10 сентября в матче против кропивницкой «Звезды» (1:0) дебютировал за новую команду в чемпионате Украины. 25 декабря 2017 года стало известно что игрок покинул одесскую команду, за которую сыграл в 11 матчах чемпионата.